# Weißenfelser FV Schwarz-Gelb 1903
Weißenfelser FV Schwarz-Gelb 1903 is een Duitse voetbalclub uit de stad Weißenfels, Saksen-Anhalt.

## Geschiedenis
De club werd opgericht in 1903 als FC Hohenzollern Weißenfels en speelde vanaf 1912 in de competitie van  Saale-Elster. In 1914 werd de club kampioen en plaatste zich voor de Midden-Duitse eindronde. De club versloeg SC 1903 Weimar met 2-0 en kreeg dan een 0-11 pak rammel van VfB Leipzig. Nadat de club in 1915/16 niet deelnam aan de competitie trokken ze zich in 1916/17 na de heenronde terug en eindigden dan ook laatste in de stand. 
Na de val van het Duitse keizershuis werd de naam gewijzigd in SpVgg 1903 Weißenfels. In 1919 vond er een competitieherstructurering plaats en werden enkele competities verenigd tot grotere competities. De clubs uit Saale-Elster werden in de Kreisliga Saale ondergebracht, waar de Saale-Elster competitie nog wel als tweede klasse fungeerde. In 1921 promoveerde de club naar de Kreisliga en eindigde daar zevende op tien clubs, een jaar later werden ze achtste. Na dit seizoen werd de Kreisliga ontbonden en werd de Saale-Elster competitie terug opgewaardeerd tot hoogste klasse (Gauliga). De club werd nu vicekampioen achter Naumburger SpVgg 05 en nam in 1924 de naam Weißenfelser FV Schwarz-Gelb 1903 aan en werd opnieuw vicekampioen achter Naumburg. In 1926 moest de club stadsrivaal TuRV 1861 Weißenfels voor laten gaan, maar dit jaar was er ook een Midden-Duitse eindronde voor vicekampioenen waaraan de club dan kon deelnemen. Schwarz-Gelb versloeg SV 1898 Halle, had dan een bye voor de volgende ronde en verloor in de kwartfinale van BV Olympia-Germania Leipzig.
In 1927 was het eindelijk prijs en de club werd kampioen. Hierdoor plaatsten ze zich voor de Midden-Duitse eindronde. Na overwinningen op VfB Eisleben en SuS 1898 Magdeburg verloor de club van Chemnitzer BC. Drie jaar later werd een tweede titel binnen gehaald. Deze keer verloor de club in de eindronde meteen van SC Apolda. De derde titel volgde in 1931/32. SC Wasungen 08 zorgde voor een snelle uitschakeling in de eindronde.
Na 1933 werd de competitie grondig geherstructureerd. Alle Midden-Duitse competities werden gedegradeerd tot derde klassen en vervangen door de Gauliga Mitte en Gauliga Sachsen. Als derde in de stand plaatste de club zich nog net voor de Bezirksklasse Halle-Merseburg, die nu de tweede klasse werd. De club eindigde steevast in de lagere middenmoot en flirtte meermaals met de degradatie tot die in 1940 een feit werd. Hierna kon de club niet meer promoveren. 
Na de Tweede Wereldoorlog werden alle Duitse clubs ontbonden. De club werd als SG Weißenfels-Ost heropgerichten en nam later de naam BSG Empor Weißenfels aan. De club verdween in de lagere reeksen. In 1992 werd de historische naam opnieuw aangenomen. De club speelt nog steeds in de laagste reeksen. 

## Erelijst
Kampioen Saale-Elster
1914, 1927, 1930, 1932